# Hebbathanahalli, Tumkur
Hebbathanahalli là một làng thuộc tehsil Tumkur, huyện Tumkur, bang Karnataka, Ấn Độ.